# Arnfinn Heje
Arnfinn Kolbjørn Heje (Oslo, 26 d'octubre de 1877 - Oslo, 29 de gener de 1958) va ser un regatista noruec que va competir a començaments del segle xx.
El 1912 va prendre part en els Jocs Olímpics d'Estocolm, on va guanyar la medalla d'or en la categoria de 12 metres del programa de vela, a bord del Magda IX.